# Gustav Müller (Architekt, 1906)
Gustav Müller (* 23. September 1906 in Wien; † 17. Mai 1987 in Rottach-Egern) war ein österreichischer Architekt, der gemeinsam mit Franz-Heinrich Sobotka das Büro Sobotka und Müller leitete und zahlreiche Bauten in Berlin plante und ausführte.

## Leben
Gustav Müller studierte Architektur an der Akademie für angewandte Kunst in Wien. Er besuchte dort die Meisterklassen von Carl Witzmann und Oskar Strnad. Darüber hinaus studierte er auch an der Akademie der bildenden Künste Wien bei Clemens Holzmeister. Im Anschluss an das Studium arbeitete er bei Adolf Loos in Wien und dann bei Josef Gočár in Prag. Danach zog Müller nach Berlin und arbeitete für Hans Luckhardt, Wassili Luckhardt und Alfons Anker. Von 1945 bis 1969 arbeitete Müller gemeinsam mit Franz-Heinrich Sobotka. 1970 verlegte er seinen Wohnort nach Rottach-Egern am Tegernsee und lebte dort bis zu seinem Tod 1987.

## Werk
Das Architekturbüro Sobotka und Müller gehört zu den Büros, die das Berlin der Nachkriegszeit stark geprägt haben. Viele von ihren Bauten sind präsent im Berliner Stadtbild. Sobotka und Müller realisierten zahlreiche repräsentative und prestigeträchtige Projekte, darunter den Henry-Ford-Bau der Freien Universität, das Axel-Springer-Hochhaus in Berlin-Kreuzberg und das Schmimmelpfeng-Haus am Breitscheidplatz. 

## Ehrungen
- 1961: Josef-Hoffmann-Ehrung der Wiener Secession